# مارتين فينين
مارتين فينين (بالتشيكية: Martin Fenin)‏، من مواليد 16 ابريل 1987 في تشيب في تشيكوسلوفاكيا، لاعب كرة قدم تشيكي.
بدأ مسيرته الكروية مع نادي تبليسي في عام 2003، ولعب معهم حتى عام 2007، وشارك معهم في 77 مباراة وسجل 15 هدف، ومنذ عام 2008 وهو يلعب مع نادي إينتراخت فرانكفورت الألماني.
بدأ باللعب مع منتخب التشيك لكرة القدم في عام 2007، وهو يلعب معهم حتى الآن.

## روابط خارجية
- مارتين فينين على موقع الاتحاد الدولي (مؤرشف)  (الإنجليزية)
- مارتين فينين على موقع الاتحاد الأوربي (الإنجليزية)
- مارتين فينين على موقع الاتحاد التشيكي (الإنجليزية)
- مارتين فينين على موقع قاعدة بيانات كرة القدم.إي يو (الإنجليزية)
- مارتين فينين على موقع ناشيونال فوتبول تيمز (الإنجليزية)
- مارتين فينين على موقع Soccerway.com (الإنجليزية)
- مارتين فينين على موقع عالم كرة القدم.نت (الإنجليزية)
- مارتين فينين على موقع كووورة